# Octomeria
Octomeria är ett släkte av orkidéer. Octomeria ingår i familjen orkidéer.

## Bildgalleri

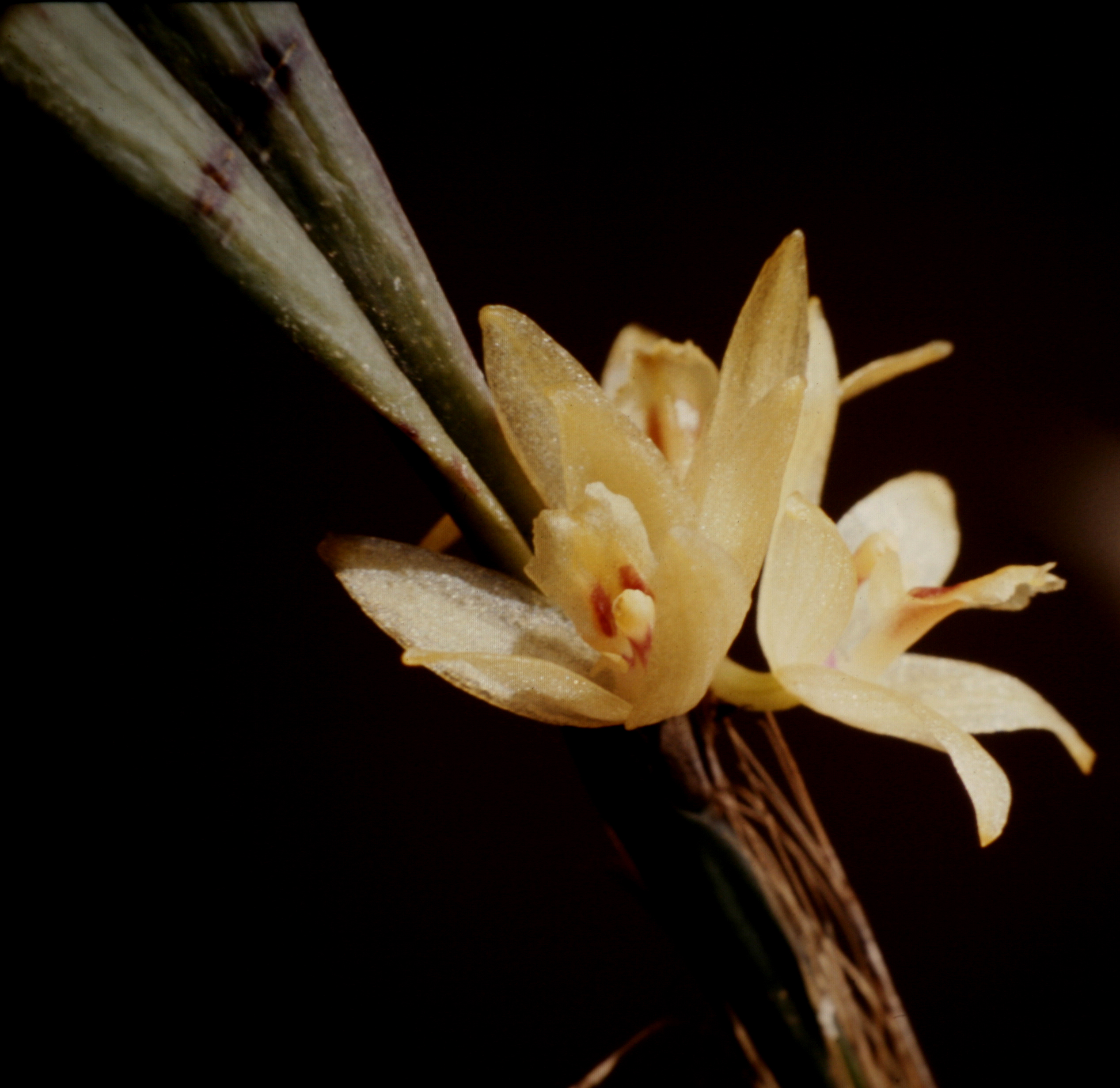
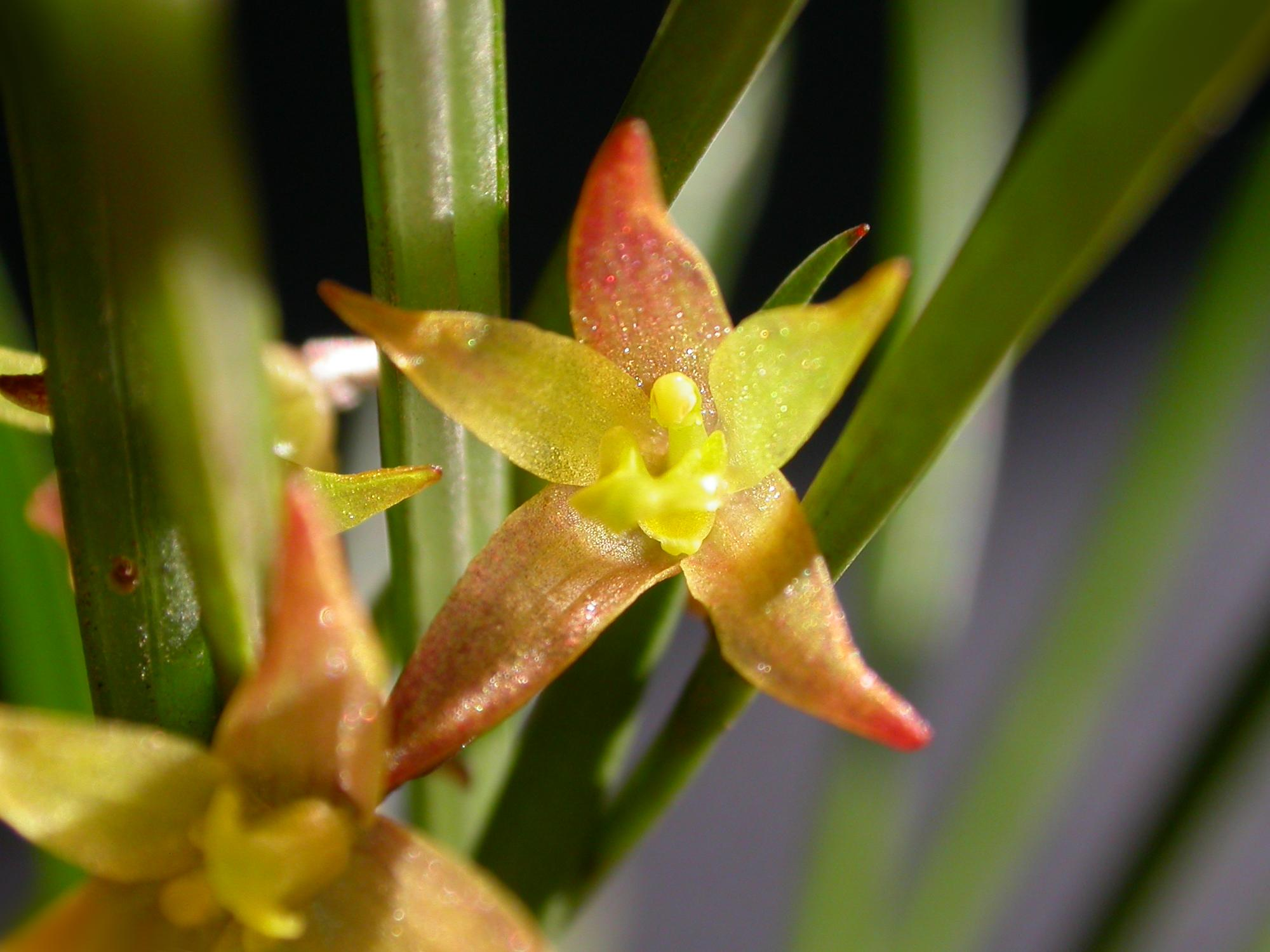
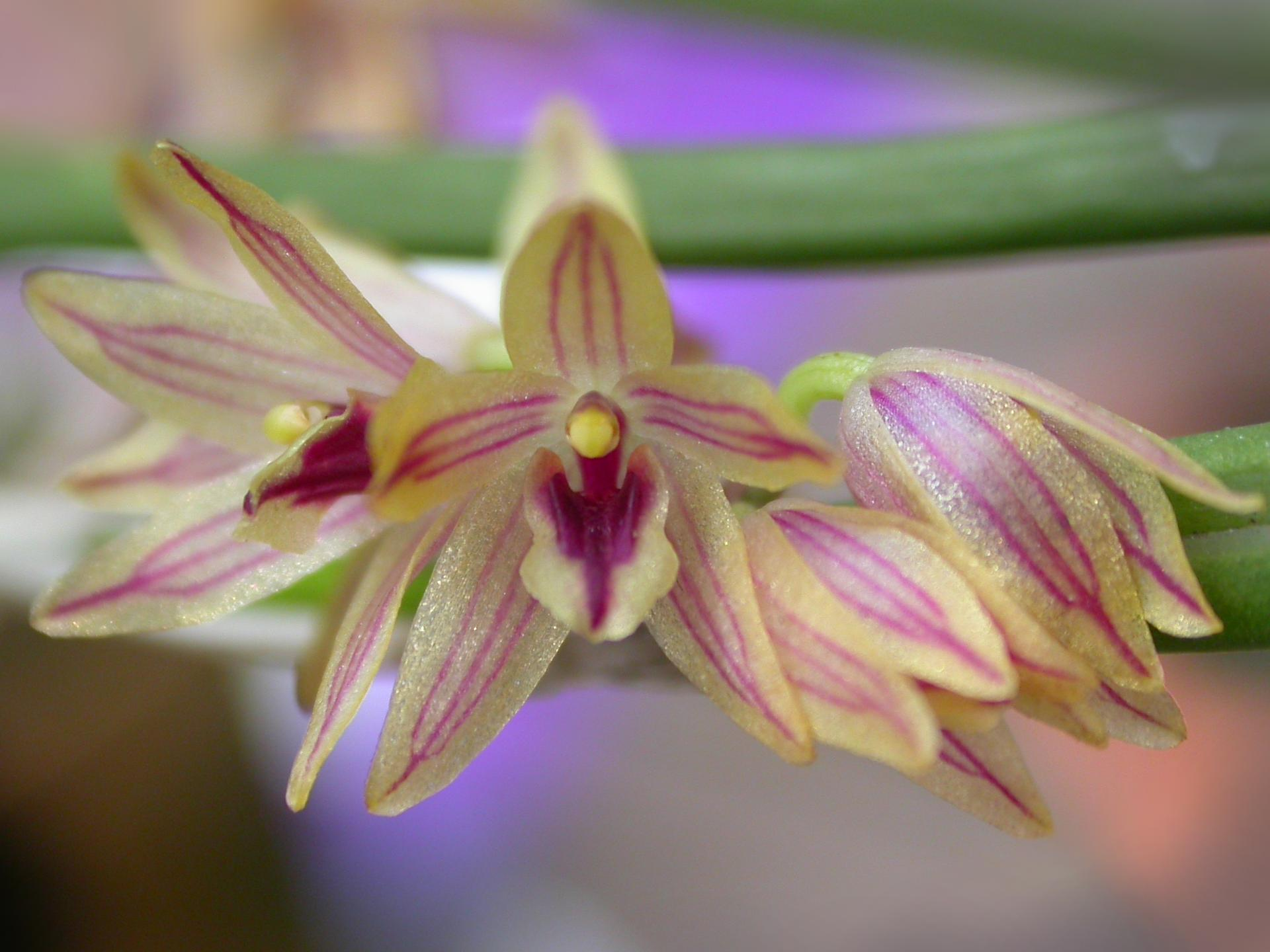
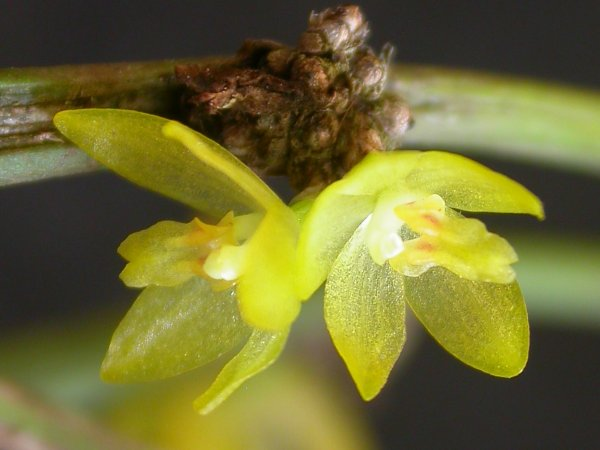
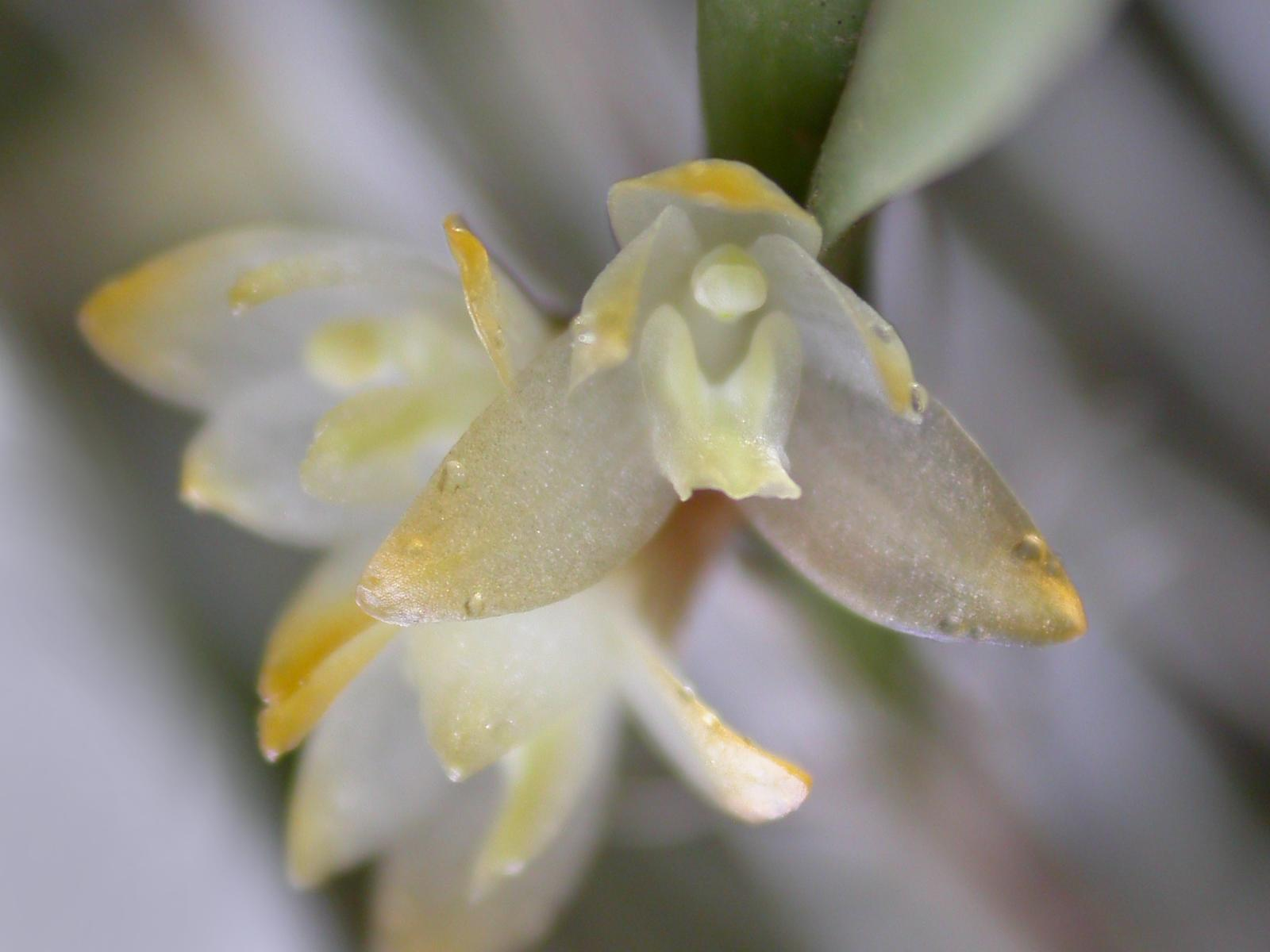
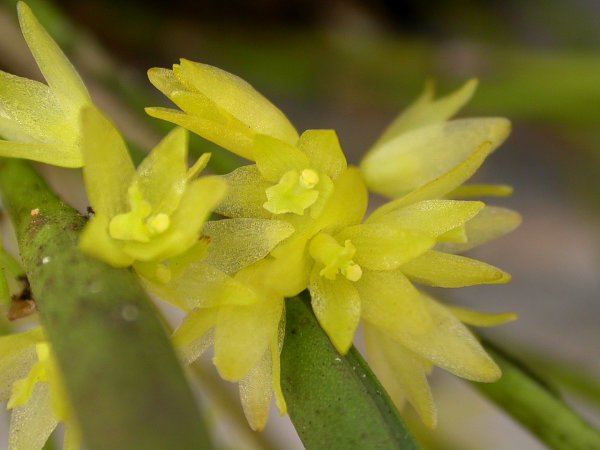

## Dottertaxa tillOctomeria, i alfabetisk ordning[1]
- Octomeria aetheoantha
- Octomeria albiflora
- Octomeria albopurpurea
- Octomeria alexandri
- Octomeria aloifolia
- Octomeria alpina
- Octomeria amazonica
- Octomeria anceps
- Octomeria anomala
- Octomeria arcuata
- Octomeria auriculata
- Octomeria bomboizae
- Octomeria bradei
- Octomeria buchtienii
- Octomeria caetensis
- Octomeria caldensis
- Octomeria callosa
- Octomeria campos-portoi
- Octomeria cariocana
- Octomeria chamaeleptotes
- Octomeria chloidophylla
- Octomeria cochlearis
- Octomeria colombiana
- Octomeria concolor
- Octomeria connellii
- Octomeria cordilabia
- Octomeria costaricensis
- Octomeria crassifolia
- Octomeria crassilabia
- Octomeria cucullata
- Octomeria dalstroemii
- Octomeria decipiens
- Octomeria decumbens
- Octomeria dentifera
- Octomeria diaphana
- Octomeria edmundoi
- Octomeria ementosa
- Octomeria erosilabia
- Octomeria estrellensis
- Octomeria exchlorophyllata
- Octomeria exigua
- Octomeria fasciculata
- Octomeria ffrenchiana
- Octomeria fialhoensis
- Octomeria fibrifera
- Octomeria filifolia
- Octomeria fimbriata
- Octomeria flabellifera
- Octomeria flaviflora
- Octomeria gehrtii
- Octomeria gemmula
- Octomeria geraensis
- Octomeria glazioveana
- Octomeria gracilicaulis
- Octomeria gracilis
- Octomeria graminifolia
- Octomeria grandiflora
- Octomeria guentheriana
- Octomeria harantiana
- Octomeria hatschbachii
- Octomeria heleneana
- Octomeria helvola
- Octomeria hirtzii
- Octomeria hoehnei
- Octomeria iguapensis
- Octomeria integrilabia
- Octomeria irrorata
- Octomeria itatiaiae
- Octomeria juergensii
- Octomeria juncifolia
- Octomeria lamellaris
- Octomeria lancipetala
- Octomeria leptophylla
- Octomeria lichenicola
- Octomeria linearifolia
- Octomeria lithophila
- Octomeria lobulosa
- Octomeria loddigesii
- Octomeria longifolia
- Octomeria longipedicellata
- Octomeria margaretae
- Octomeria mauritii
- Octomeria medinae
- Octomeria micrantha
- Octomeria minor
- Octomeria minuta
- Octomeria mocoana
- Octomeria montana
- Octomeria monticola
- Octomeria nana
- Octomeria ochroleuca
- Octomeria octomeriantha
- Octomeria oncidioides
- Octomeria ouropretana
- Octomeria oxychela
- Octomeria palmyrabellae
- Octomeria parvifolia
- Octomeria parvula
- Octomeria peruviana
- Octomeria petulans
- Octomeria pinicola
- Octomeria portillae
- Octomeria praestans
- Octomeria prostrata
- Octomeria pumila
- Octomeria pusilla
- Octomeria pygmaea
- Octomeria recchiana
- Octomeria reitzii
- Octomeria rhizomatosa
- Octomeria rhodoglossa
- Octomeria rigida
- Octomeria riograndensis
- Octomeria rodeiensis
- Octomeria rodriguesii
- Octomeria rohrii
- Octomeria romerorum
- Octomeria rotundata
- Octomeria rotundiglossa
- Octomeria rubrifolia
- Octomeria sagittata
- Octomeria sancti-angeli
- Octomeria sarcophylla
- Octomeria sarthouae
- Octomeria saundersiana
- Octomeria schultesii
- Octomeria scirpoidea
- Octomeria serrana
- Octomeria setigera
- Octomeria spannagelii
- Octomeria spatulata
- Octomeria splendida
- Octomeria stellaris
- Octomeria steyermarkii
- Octomeria sulfurea
- Octomeria tapiricataractae
- Octomeria taracuana
- Octomeria tenuis
- Octomeria tricolor
- Octomeria tridentata
- Octomeria truncicola
- Octomeria umbonulata
- Octomeria unguiculata
- Octomeria warmingii
- Octomeria wawrae
- Octomeria ventii
- Octomeria wilsoniana
- Octomeria ximenae
- Octomeria yauaperyensis